# Die letzten Österreicher
Die letzten Österreicher ist ein österreichisch-ukrainischer Dokumentarfilm von Lukas Pitscheider, der im September 2020 am Zurich Film Festival in der Sektion „Fokus Wettbewerb“ seine Weltpremiere feierte. Er wurde auf zahlreichen Festivals weltweit gezeigt und mehrfach nominiert sowie ausgezeichnet. Seinen österreichischen Kinostart feierte er am 4. April 2022.

## Handlung
Der Film begleitet vier Personen aus der deutschsprachigen Gemeinde über einen Zeitraum von drei Jahren:
Peter Sojma ist als Vizebürgermeister der Gemeinde Königsfeld darum bemüht, die Talstraßen zu reparieren. Damit will er es Besuchern leichter machen, ins abgeschiedene Theresiental in der Karpatenukraine zu gelangen. Elisabeth Kais hat ihr gesamtes Leben in ihrem Heimatdorf verbracht. Nach einer tragischen Familienentscheidung ist sie im Alter von 84 Jahren gezwungen, von der Ukraine nach Österreich auszuwandern. Vitali Palinkasch ist verheiratet und Vater einer jungen Tochter. Da der Lohn von seiner Arbeit am örtlichen Sägewerk nicht ausreicht, um seine Familie zu ernähren, muss er nach Tschechien auswandern, um als Tagelöhner zu arbeiten. Joseph Horkawtschuk hat auf der nahegelegenen Polonyna Krasna ein „Minihotel“ errichtet, womit er Touristen ins Tal locken will. Sein nächstes Ziel ist nun die Errichtung des ersten Skilifts. Hierfür sammelt er alte Bestandteile, die er eigenhändig zusammenbaut.
In verschiedenen Ausschnitten wird zudem die Abholzung der Karpatenwälder dokumentiert.

## Hintergrund
1775 siedelten sich 100 Waldarbeiterfamilien aus dem Salzkammergut an der Tereswa an. Dort gründeten sie zunächst das Dorf Deutsch-Mokra und 1815 die Hauptortschaft Königsfeld. Aufgrund der isolierten geografischen Lage blieben die deutschsprachigen, römisch-katholischen Siedler weitgehend von den umliegenden karpato-russinischen Dörfern sowie von der deutschsprachigen Welt unbeeinflusst. Auf diese Weise konnte sich in den Karpaten eine Salzkammergütler Mundart erhalten, welche in der ursprünglichen Herkunftsregion in Österreich nicht mehr gesprochen wird. Dieses Phänomen ist Forschungsgegenstand von Linguisten. Gegenwärtig leben nur noch einzelne, wenige Altösterreicher im Theresiental.

## Produktion
Lukas Pitscheider entdeckte das Theresiental und die späteren Protagonisten des Films auf einer seiner zahlreichen Reisen per Anhalter im Jahre 2016.
Die Dreharbeiten fanden von 2016 bis 2019 statt. Unterstützt wurde die Herstellung unter anderem durch das ORF Film-/Fernseh-Abkommen, durch die CINE ART Steiermark und den Zukunftsfonds der Republik Österreich.
Kamera führte Steven Heyse, für die Montage war Johannes Schellhorn verantwortlich. Die Filmmusik stammt von Christian Bakanic, Klemens Bittmann und Christofer Frank.

## Auszeichnungen und Filmfestivals
DOK.fest München 2020
- Gewinner des Deutschen Dokumentarfilm-Musikpreises 2020[9]

Trento Film Festival 2021
- Auszeichnung mit dem Silbernen Enzian 2021[10]

International Film Festival Bucovina 2021
- Bester Dokumentarfilm